# Мануель Мас Рібо
Мануель Мас Рібо (26 лютого 1946, Барселона — 30 липня 2001, Андорра-ла-Велья) — був андоррським юристом, політиком і письменником. Член Асоціації адвокатів Андорри (1984—2001). Міністр закордонних справ Андорри (1995—1997).

## Життєпис
У 1976 році закінчив юридичний факультет Барселонського університету. Він був редактором спортивного журналу в Барселоні і співпрацював у численних каталонських періодичних виданнях, таких як журнал Tele/Estel. Займав офіційні посади заступника секретаря єпископського мера (1973—1974), генерального секретаря Генеральної ради (1975—1980) та генерального секретаря уряду Андорри (1981—1983). Він був генеральним радником Національної коаліції в Андоррі (1994—1995), і його голосування сприяло призначення Марка Форне на посаду глави уряду. 
Він був куратором культурних виставок у Лісабоні в 1998 році та Ганновері в 2000 році. Брав участь у різних періодичних виданнях, таких як «Діарі д'Андора», «Андорра 7», «Ель Перидік д'Андорра» та «Побла Андорра», яку він допоміг створити у 1974 році. Як письменник він співпрацював з декількома видавництвами і був творцем видавництва «Серра Айроса» разом з Антоні Мореллом, Джоан Росанас, Франческа Грау, Амадеу Грау та Тоні Сементе.
Він помер у лікарні Ностра Сеньйора де Меріксель 30 липня 2001 року у віці 55 років. Уряд Андорри ухвалив два офіційні дні трауру, а прапори офіційних будівель були приспущені
27 вересня 2017 року Центр історико-політичних досліджень, секція Інституту д'Естудіс Андорранс, оголосили про створення гранту Мануеля Маса для досліджень політології для студентів університету чи випускників, які хочуть заглибитися в андоррську тематику.

## Дипломатична діяльність
Він також був міністром закордонних справ (з грудня 1995 по березень 1997 рр.), був послом у Ватикані (1998—2001) та в Ірландії (1999—2001). На цих посадах, він заклав основи зовнішньої служби Андорри та дипломатичних напрямів зовнішньої політики, щодо, Франції, Іспанії, Ватикану. Ватикан не визнавав Князівство Андорру до 1996 року, через три роки після отримання Конституції, а Мануель Мас, як міністр закордонних справ, присвятив багато часу, щоб визнання стало реальністю. Насправді, закінчивши свою посаду міністра, він був першим послом Андорри у Ватикані. 19 квітня 1996 року Андорра та Україна встановили дипломатичні відносини. У той же час він працював для того, щоб молода конституційна Андорра стала членом міжнародних органів, таких як Всесвітня організація туризму, Організація з безпеки та співробітництва в Європі та Всесвітня організація охорони здоров'я. Він разом із міністром культури Перу Кантуррі в той час, сприяв створенню Андоррської національної комісії ЮНЕСКО у березні 1996 року.